# Repülő ékezet
A repülő ékezet (idegen nyelvterületen „halott billentyű”, dead key) az írógépen vagy a számítógép billentyűzetén olyan speciális módosító billentyű, amivel egy alapbetűhöz egy specifikus ékezetet vagy más diakritikus jelet lehet illeszteni. A repülő ékezet leütése önmagában nem hozza létre a (teljes) grafémát, hanem a következő leütött billentyű által létrehozott karaktert változtatja meg. Ezáltal nem szükséges minden lehetséges alapbetű-ékezet kombinációhoz lefoglalni egy külön billentyűt, elég minden egyes diakritikus jelhez egy-egy repülő ékezetet rendelni az alapgombokon kívül.
Például, ha egy billentyűzetkiosztásban repülő ékezetként szerepel a tompa ékezet (`), a francia à előhozható a `, majd felengedése után az A lenyomásával, az è pedig hasonló módon a ` és az E segítségével. Általában az önmagában álló diakritikus jelet a repülő ékezet és a szóköz kombinálásával lehet létrehozni, a tompa ékezetet tehát a  ` és a Szóköz lenyomásával.
Hasonló célra főleg unix-szerű rendszereken a (Windows alatt nem ismert) kombináló billentyűt (compose key) használják.

## Használata
A repülő ékezet működése némileg eltér a tipikus módosító gombétól (mint az AltGr vagy a Shift); míg azokat nyomva kell tartani a módosítani kívánt billentyű leütése közben, a repülő ékezetet le kell nyomni, majd fel kell engedni a módosítandó billentyű lenyomása előtt. Egyes rendszereken nincs vizuális visszajelzés a repülő ékezet lenyomásáról (mintha a gomb nem „élne”, innen a „holt billentyű” elnevezés). Máshol szövegbevitelkor a diakritikus jel ábrája mellett a rendszer jelzi, hogy egy gomb leütésére vár a szekvencia befejezéséhez.
Írógép esetében a repülő ékezet funkcionalitását mechanikus módon valósítják meg, méghozzá egyszerűen úgy, hogy az írógép kocsijának továbbengedése nélkül ütik rá a diakritikus jelet a papírra (így a következő betű ugyanarra a helyre fog kerülni a papíron). A gyakorlatban ez azt is jelenti, hogy nincsenek korlátai a diakritikus jelek elhelyezésének, probléma nélkül elhelyezhető például egy éles ékezet (´) akár egy „q” betűn is.
A számítógépeknél ez másképp működik. Számítógépen a repülő ékezet leütése időlegesen megváltoztatja a billentyűzet kiosztását a következő leütés erejéig, így a normál betű helyett a megfelelő diakritikus jellel előre összeállított karakter (kompozit karakter) fog megjelenni.
Minden alapbetű-ékezet kombinációt támogatnia kell a karakterkészletnek és a használt betűkészletnek egyaránt. Mivel nem létezik az éles ékezetből és a „q” betűből álló kompozit karakter, ezért a ´ után a q lenyomása valószínűleg a ´q-t fogja eredményezni, különálló karakterekként – vagy egyes rendszerek az érvénytelen billentyűkombinációt csendben figyelmen kívül hagyják. (A Unicode-ban lévő combining characters – kombinálható karakterek – segítségével megvalósítható egy q-n lévő éles ékezetre nagyjából hasonlító kombináció – q́ – de ennek a technikának semmi köze a repülő ékezetekhez.)

## Repülő ékezetek különböző billentyűzetkiosztásokon
Egy billentyű lehet alapértelmezés szerint repülő ékezet, és számos nem angol billentyűzetkiosztás tartalmaz dedikált repülő ékezeteket. Az alap amerikai angol billentyűzeten nincsenek repülő ékezetek, de a Microsoft Windows és X Window alatt elérhető nemzetközi (amerikai) angol billentyűzeten több repülő ékezetet a hasonlóan kinéző írásjelekre tettek.
Régebbi számítógépeken, mint az MSX, gyakran létezett dedikált dead key, ami a Ctrl vagy a Shift módosító gombokkal kombinálva hozzáadta a nyugat-európai nyelvekhez leggyakrabban szükséges ékezeteket (´, `, ˆ és ¨) az utána begépelt magánhangzóhoz.
Alapértelmezett repülő ékezet-gomb hiányában akár normál billentyű is viselkedhet repülő ékezetként valamely módosító gombbal (jellemzően AltGr vagy Option) együtt lenyomva. A Microsoft Word programban a Ctrl gombot az ékezetre emlékeztető gombbal együtt lenyomva (pl. ^ a cirkumflexhez) az repülő ékezetként viselkedik.

### Magyar billentyűzet

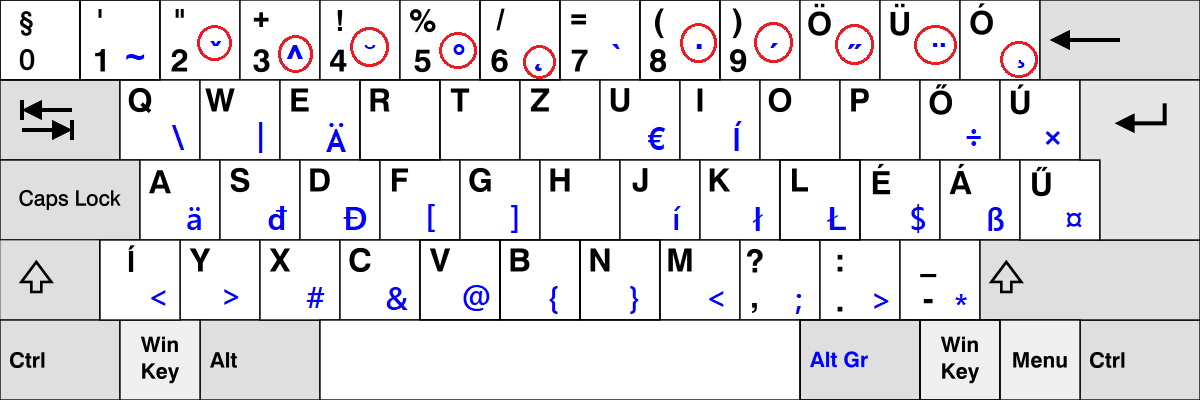
Magyar billentyűzetkiosztás, a repülő ékezetek bekarikázva

A Windowsban található magyar billentyűzet (de nem a 101 gombos!) tíz repülő ékezetet tartalmaz. Ezek közül egyik sem közvetlenül elérhető, mindegyik az AltGr és a billentyűzet felső (012…) sorában található egy gomb kombinációjaként állítható elő.
| Elérési kombináció, graféma | Graféma elnevezése     | Elérhető karakterek       |
| --------------------------- | ---------------------- | ------------------------- |
| AltGr+2 = ˇ                 | hacsek                 | ňčďšěřťž ŇČĎŠĚŘŤŽ         |
| AltGr+3 = ^                 | cirkumflex             | âîô ÂÎÔ                   |
| AltGr+4 = ˘                 | félkör, breve          | ă Ă                       |
| AltGr+5 = °                 | fokjel, kör vagy gyűrű | °C ů Ů                    |
| AltGr+6 = ˛                 | hurok, ogonek          | ąę ĄĘ                     |
| AltGr+8 = ˙                 | pont                   | ż Ż                       |
| AltGr+9 = ´                 | éles ékezet            | ńćýáśĺéŕúíźó ŃĆÝÁŚĹÉŔÚÍŹÓ |
| AltGr+Ö = ˝                 | kettős éles ékezet     | őű ŐŰ                     |
| AltGr+Ü = ¨                 | tréma                  | äëüö ÄËÜÖ                 |
| AltGr+Ó = ¸                 | cédille, bal farok     | çşţ ÇŞŢ                   |

## Repülő ékezet mint kódolási módszer
Minta: a'rvi'ztu"ro" tu:ko:r fu'ro'ge'p
Az üzenettovábbítás hőskorában nem létezett szabványos lehetőség a 7 bites ASCII kódtáblán kívül eső, ékezetes írás szabványos továbbítására. Ekkor még a billentyűzetek (beviteli módszerek), a megjelenítő eszközök és a nyomtatók hiányosságai miatt is szükség volt valamilyen kerülő megoldásra; az internet hajnalán a levéltovábbításnál sem volt lehetőség ékezetes karakterek átvitelére. A táviratoknál szokásos kódolásnál (aarviiztueueroeoe tuekoerfuuroogeep) olvashatóbbnak bizonyult a repülő ékezet használata. 
A rádióamatőr csomagrádió esetén ma sincs lehetőség nem-ASCII karakterek továbbítására. Ezen kívül online szótárakban, lexikonokban keresőkifejezések beírásánál is használatban maradt a repülő ékezetes kódolási lehetőség.
| „Repülő ékezet” | a' | a: néha a~ | e' | i' | o' | o: néha o~ | o" | u' | u: néha u~ | u" |
| Ábrázolt betű   | á  | ä          | é  | í  | ó  | ö          | ő  | ú  | ü          | ű  |

## Fordítás
- Ez a szócikk részben vagy egészben a Dead key című angol Wikipédia-szócikk ezen változatának fordításán alapul.  Az eredeti cikk szerkesztőit annak laptörténete sorolja fel. Ez a jelzés csupán a megfogalmazás eredetét és a szerzői jogokat jelzi, nem szolgál a cikkben szereplő információk forrásmegjelöléseként.